# Vordere Schnaid

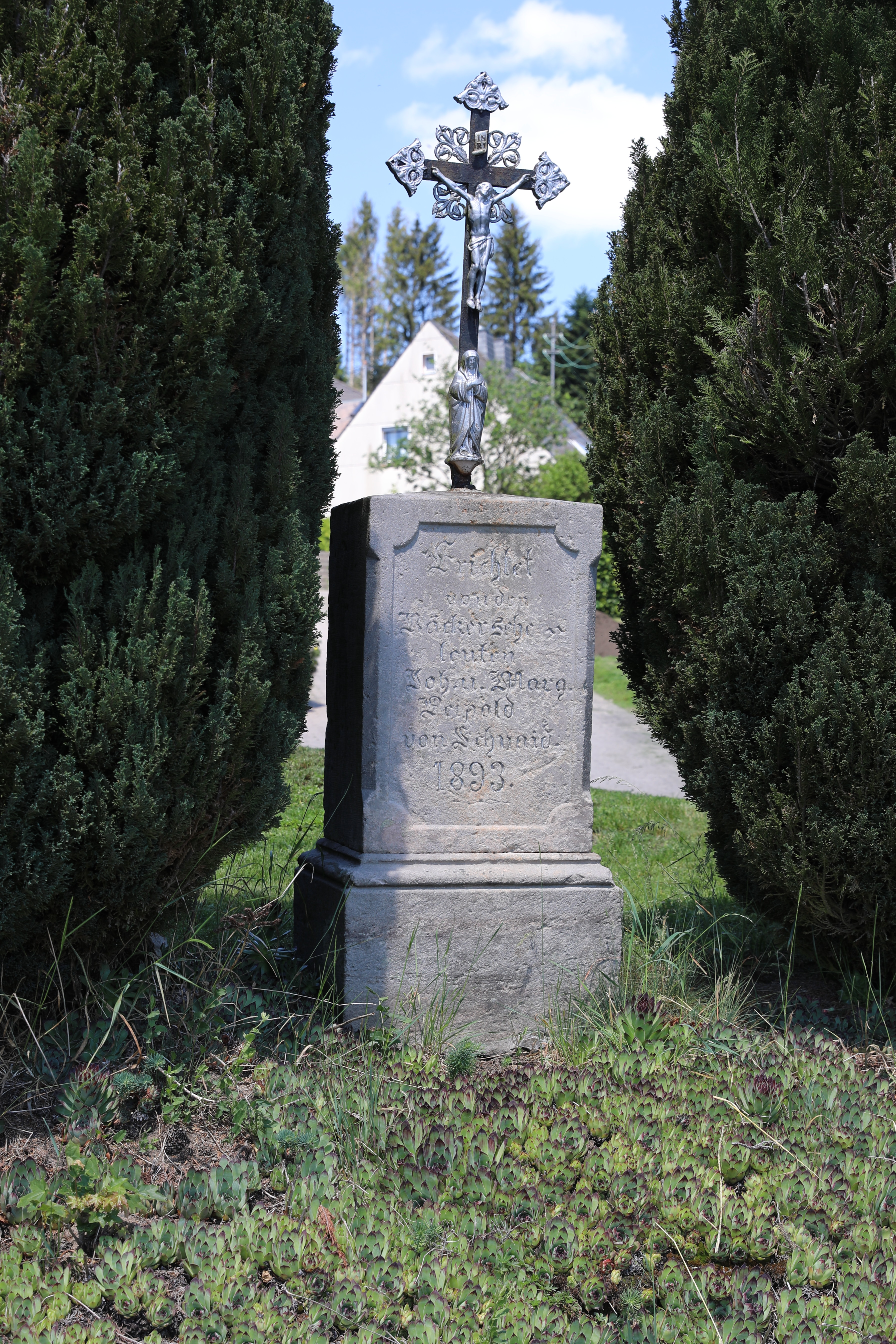
Wegkreuz

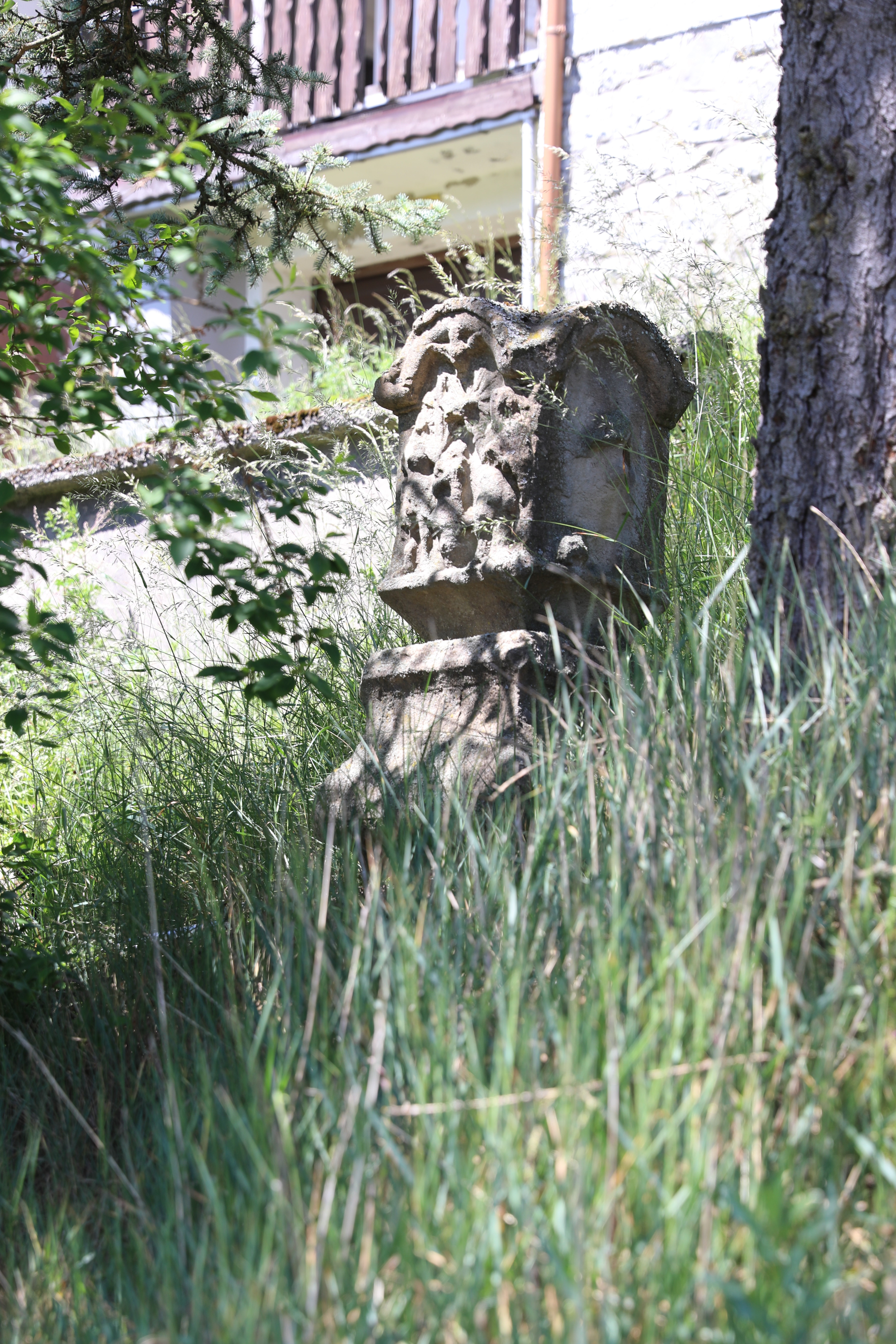
Bildstockfragmente

Vordere Schnaid  (amtlich Schnaid (vordere)) ist ein Gemeindeteil der Stadt Wallenfels im Landkreis Kronach (Oberfranken, Bayern).

## Geographie
Das Dorf in Hanglage nördlich der Thiemitz und ist vom Waldgebiet Schnappenhammer umgeben. Eine Gemeindeverbindungsstraße führt nach Mittlere Schnaid (0,5 km nordöstlich) bzw. nach Schnappenhammer (1 km südwestlich).

## Geschichte
Gegen Ende des 18. Jahrhunderts bildeten Hintere, Mittlere und Vordere Schnaid sowie Lorchenmühle eine Realgemeinde bestehend aus 14 Anwesen (2 Höfe, 6 Halbhöfe, 4 halbe Güter, 1 Haus, 1 Mahlmühle). Das Hochgericht übte das bambergische Centamt Wallenfels aus. Das Vogteiamt Wallenfels hatte die Dorf- und Gemeindeherrschaft sowie die Grundherrschaft über alle Anwesen inne.
Mit dem Gemeindeedikten wurde die Vordere Schnaid dem 1808 gebildeten Steuerdistrikt Wallenfels und der 1818 gebildeten Ruralgemeinde Schnaid zugewiesen. Am 1. Januar 1972 wurde Vordere Schnaid im Zuge der Gebietsreform in Bayern in Wallenfels eingegliedert.

### Baudenkmäler
- Wegkreuz
- Bildstockfragmente

### Einwohnerentwicklung
| Jahr      | 001818 | 001861 | 001871 | 001885 | 001900 | 001925 | 001950 | 001961 | 001970 | 001987 |
| Einwohner |        | 66     | 74     | 86     | 91     | 107    | 142    | 114    | 124    | 91     |
| Häuser    | 5      |        |        | 12     | 13     | 16     | 21     | 23     |        | 32     |
| Quelle    | [ 5 ]  | [ 7 ]  | [ 8 ]  | [ 9 ]  | [ 10 ] | [ 11 ] | [ 12 ] | [ 13 ] | [ 14 ] | [ 1 ]  |

## Religion
Der Ort ist römisch-katholisch geprägt und war ursprünglich nach St. Thomas in Wallenfels gepfarrt, im 19. Jahrhundert war die Pfarrei Mariä Geburt in Steinwiesen zuständig, seit Anfang des 20. Jahrhunderts ist es wieder St. Thomas. Die Protestanten sind nach St. Michael (Bernstein am Wald) gepfarrt.